# 수크령
수크령(학명: Pennisetum alopecuroides)은 벼과의 여러해살이풀이다.

## 사진

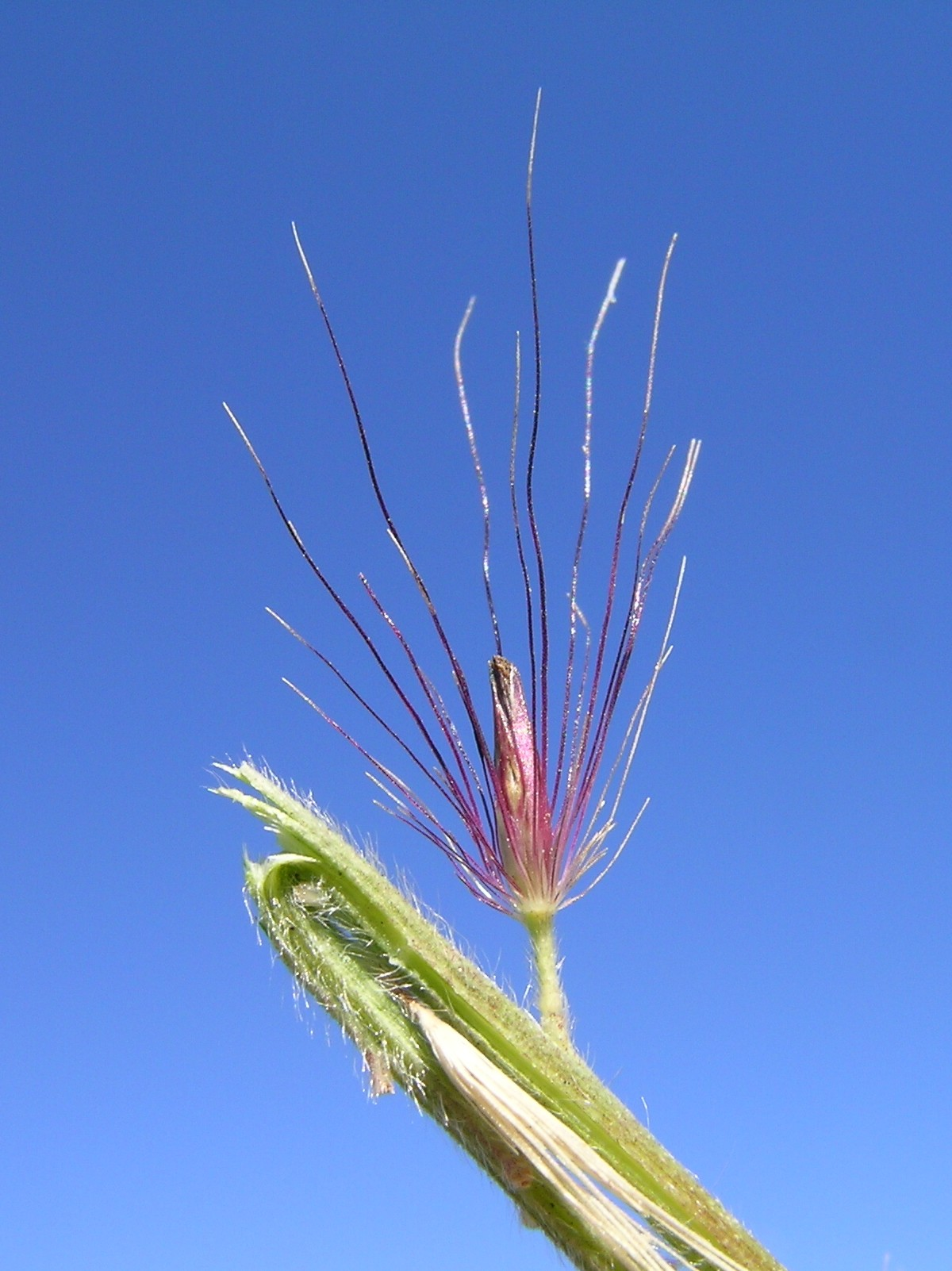
이삭
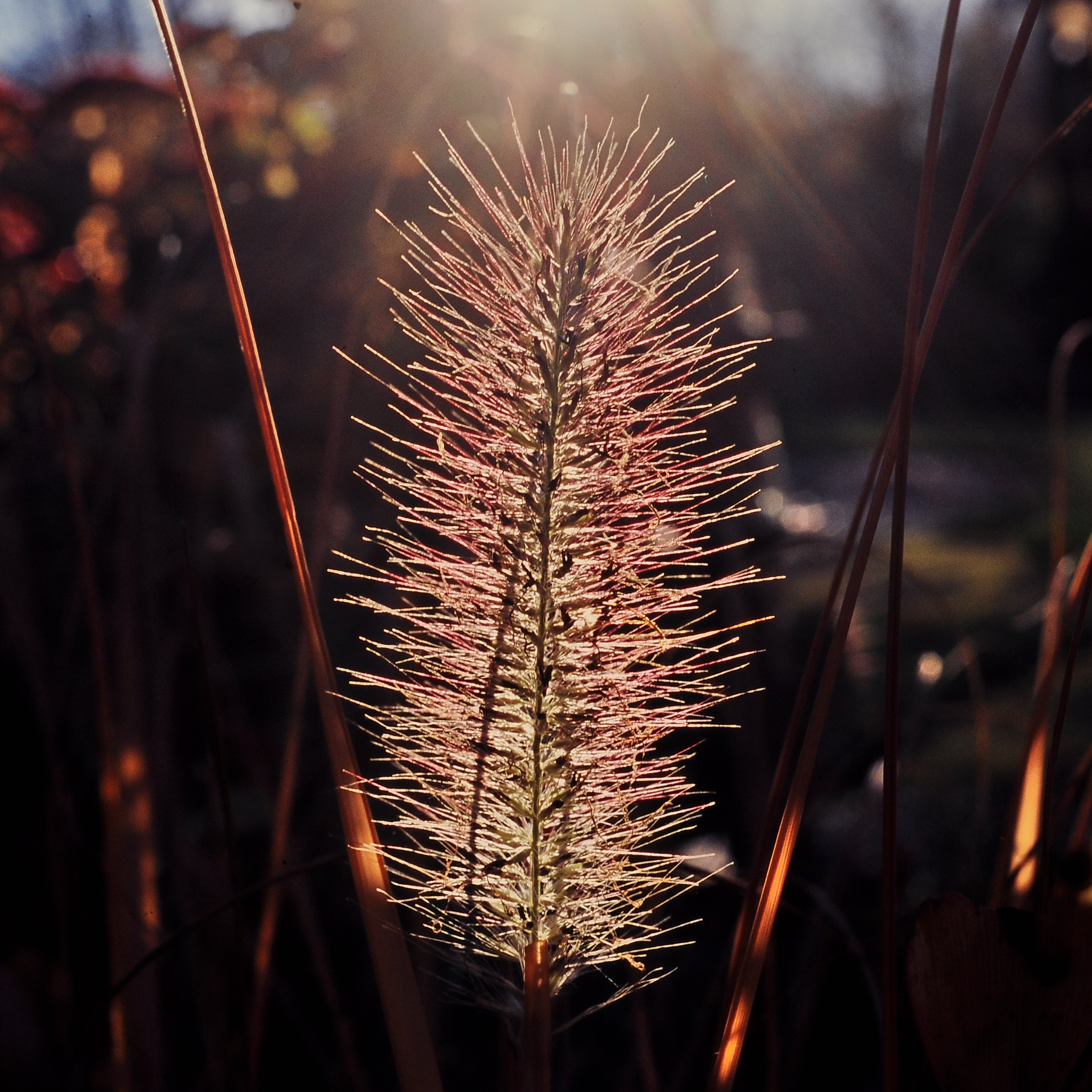
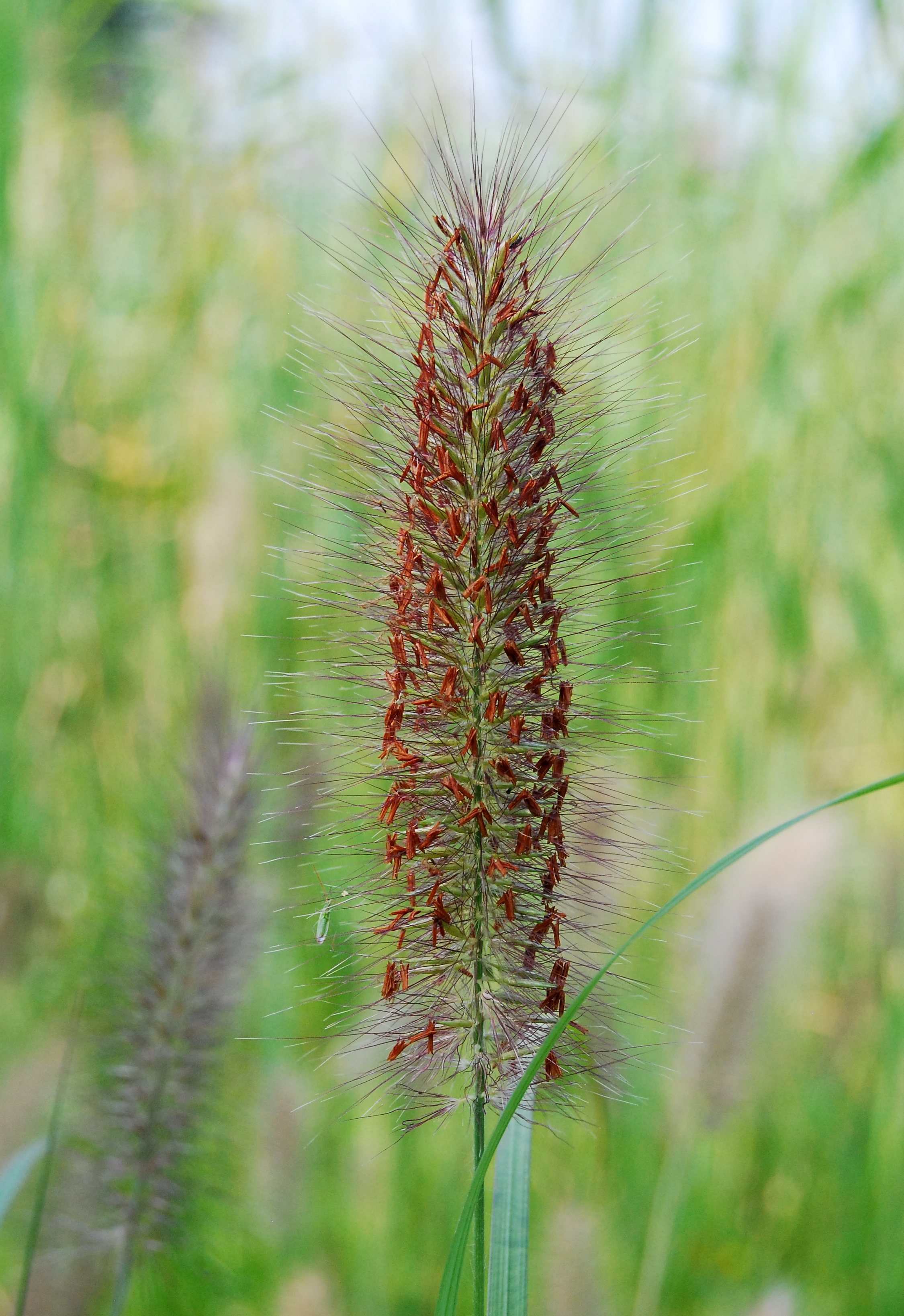
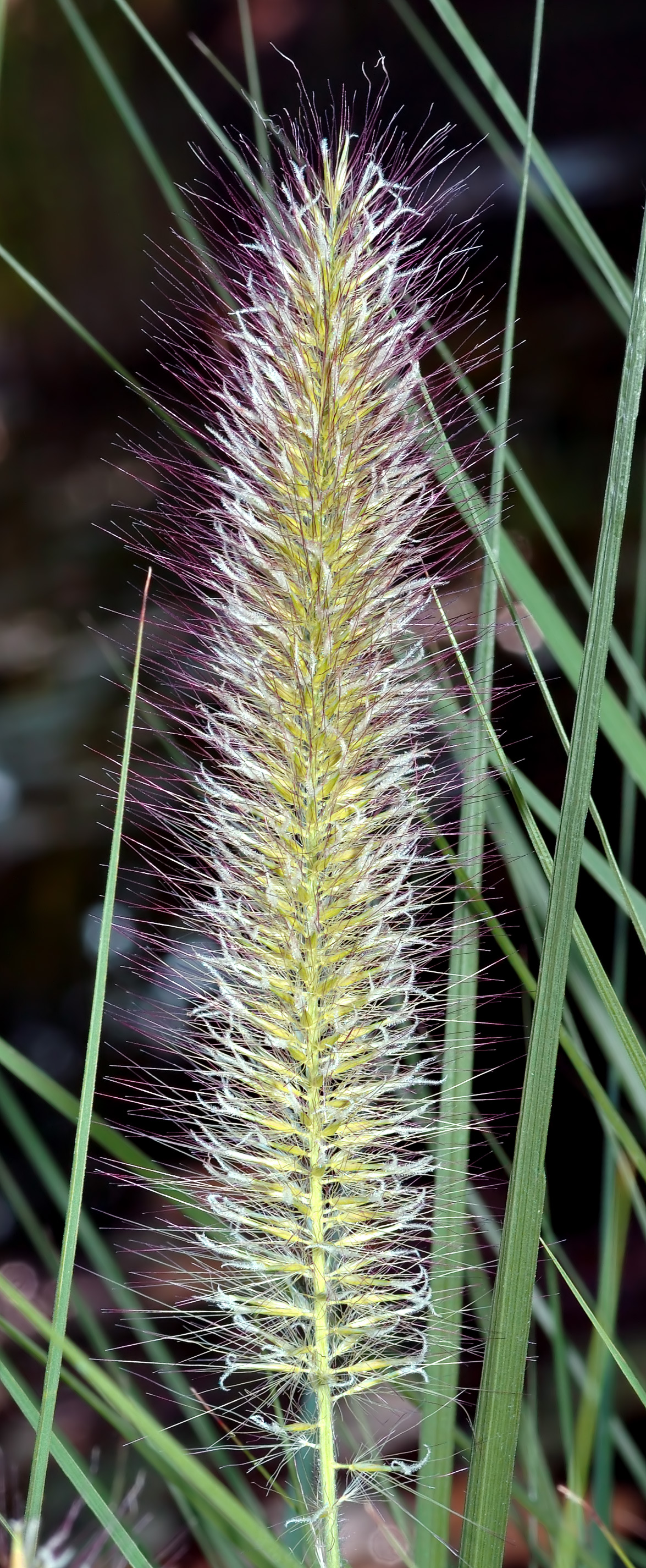
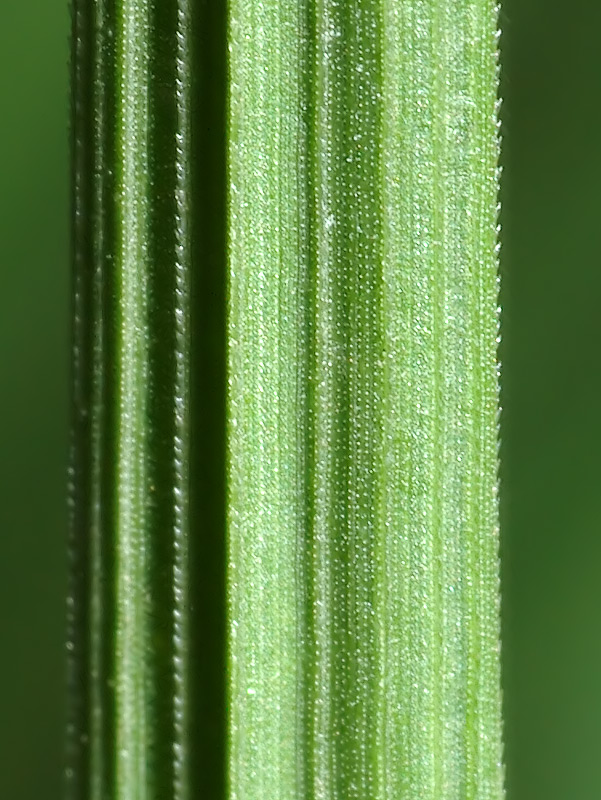
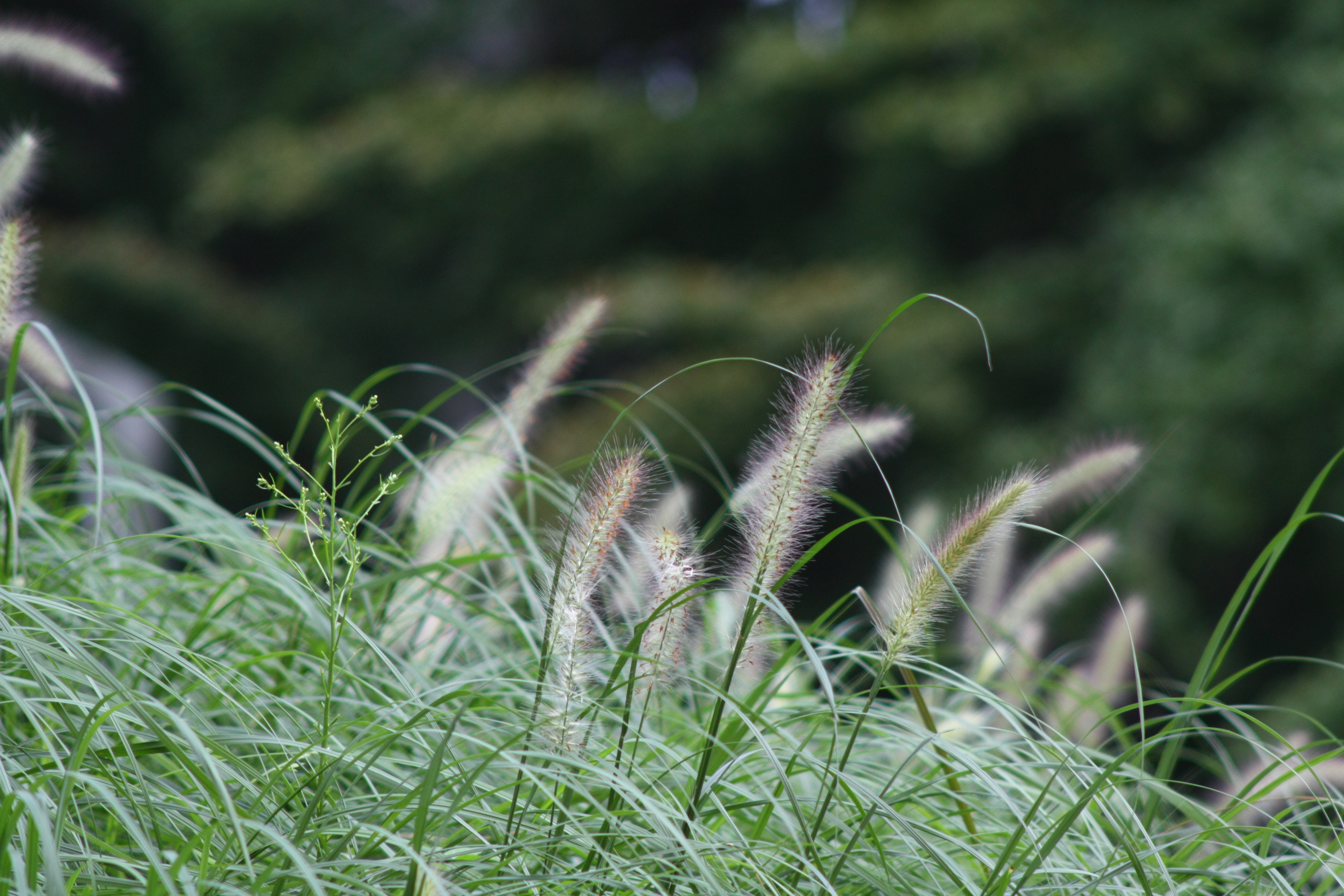